# Basty
Basty est un des quarante juges du tribunal d'Osiris.
C'est le nom d'un mâle, donné tardivement, pour former un couple avec Bastet par analogie avec le couple de lions Shou et Tefnout qui étaient les divinités de Léontopolis.